# Tamazula de Gordiano
Tamazula de Gordiano è un comune del Messico, situato nello stato di Jalisco.